# Pearson, Mexiko
Pearson är en ort i Mexiko.   Den ligger i kommunen Santo Domingo Tehuantepec och delstaten Oaxaca, i den sydöstra delen av landet, 500 km sydost om huvudstaden Mexico City. Pearson ligger 32 meter över havet och antalet invånare är 167.
Terrängen runt Pearson är platt åt nordost, men åt sydväst är den kuperad. Runt Pearson är det ganska tätbefolkat, med 179 invånare per kvadratkilometer. Närmaste större samhälle är Salina Cruz, 8,8 km söder om Pearson. Omgivningarna runt Pearson är en mosaik av jordbruksmark och naturlig växtlighet.